# Glyptoceridion quincunx
Glyptoceridion quincunx is een keversoort uit de familie boktorren (Cerambycidae). De wetenschappelijke naam van de soort is voor het eerst geldig gepubliceerd in 1867 door Thomson.